# El Pitahayo, Guanajuato
El Pitahayo är en ort i Mexiko.   Den ligger i kommunen Valle de Santiago och delstaten Guanajuato, i den centrala delen av landet, 240 km nordväst om huvudstaden Mexico City. El Pitahayo ligger 1 718 meter över havet och antalet invånare är 330.
Terrängen runt El Pitahayo är en högslätt. Runt El Pitahayo är det ganska tätbefolkat, med 149 invånare per kvadratkilometer. Närmaste större samhälle är Salamanca, 12,4 km nordväst om El Pitahayo. Trakten runt El Pitahayo består till största delen av jordbruksmark.